# Anthemis wettsteiniana
Anthemis wettsteiniana là một loài thực vật có hoa trong họ Cúc. Loài này được Hand.-Mazz. mô tả khoa học đầu tiên năm 1913.